# Markus Esser
Markus Esser (* 3. Februar 1980 in Leverkusen) ist ein ehemaliger deutscher Hammerwerfer. Er startete von 1991 bis 2015 für den TSV Bayer 04 Leverkusen.

## Karriere
Bei den Olympischen Spielen 2000 in Sydney scheiterte er ebenso in der Qualifikation wie bei den Europameisterschaften 2002 in München.
In Athen bei den Olympischen Spielen 2004 erreichte er das Finale und wurde nach drei Würfen Zehnter. Im Juni 2005 warf er zum ersten Mal über 80 Meter und kam damit in den Weitenbereich der Weltklasse. Bei den Weltmeisterschaften 2005 in Helsinki wurde er mit einer Weite von 79,16 m zuerst Vierter, aber rückte acht Jahre später nach der Disqualifikation des belarussischen Dopingsünders Iwan Zichan auf den Bronzerang vor. 2006 wiederholten sich bei den Europameisterschaften in Göteborg die Ereignisse: Esser kam mit 79,19 m auf den vierten Platz und erhielt nach der Disqualifikation von Iwan Zichan die Bronzemedailler am 26. Juli 2015, also erst fast 9 Jahre später, im Rahmen der Deutschen Meisterschaften 2015 in Nürnberg von Clemens Prokop überreicht.
2007 wurde er bei den Weltmeisterschaften in Osaka Achter mit 79,66 m. Einem neunten Platz bei den Olympischen Spielen 2008 in Peking folgte ein sechster bei den Weltmeisterschaften 2009 in Berlin. Bei den Europameisterschaften 2010 in Barcelona verpasste Esser mit 71,89 m die Qualifikation für das Finale. Bei den Weltmeisterschaften 2011 im koreanischen Daegu belegte er mit 79,12 m zum wiederholten Mal den vierten Platz in einem bedeutenden internationalen Wettkampf. Esser fehlten 27 Zentimeter zum Bronzeplatz.
Bei den Europameisterschaften 2012 in Helsinki kam Esser auf Platz sieben. Auf die Olympischen Spiele in London musste er gesundheitsbedingt verzichten. Bei den Weltmeisterschaften 2013 in Moskau belegte er den zehnten Platz.
Bei Deutschen Meisterschaften stand Esser lange im Schatten von Karsten Kobs, hinter dem er 2002 und 2003 den zweiten Platz belegte. 2006 und 2007 wurde Esser jeweils vor Kobs Deutscher Meister. Außerdem gewann er den nationalen Titel 2008, 2010, 2011, 2012, 2013 und 2014. Seine Bestleistung stellte er am 28. Juli 2006 mit 81,10 m in Leverkusen auf.
Nach den Deutschen Meisterschaften 2015, wo er von Alexander Ziegler besiegt wurde, beendete der damals 35-Jährige seine aktive Karriere.

## Sonstiges
Er ist Erzieher und Hauptfeldwebel der Bundeswehr. 
Seit einigen Jahren ist er ehrenamtlicher Athletiktrainer der Karnevalstanzgruppe der KG Grün-Weiß Schlebusch.